# Austrijska Šleska
Vojvodina Gornja i Donja Šleska (njem. Herzogtum Ober- und Niederschlesien), autonomna regija Kraljevine Češke i Carevine Austrije i cislajtanijska krunska zemlja Austro-Ugarske. Poznata je također kao Austrijska Šleska (njem. Österreichisch Schlesien, češ. Rakouské Slezsko, polj. Śląsk Austriacki), a unatoč službenom imenu ona je obuhvaćala samo dijelove Gornje Šleske dok nijedan dio Donje Šleske nije bio u njezinim granicama. Uvelike se podudara s današnjom regijom Češkom Šleskom, a povijesno je bila dio regije poznate jednostavno kao Šleska.

### Veći gradovi
Gradovi s više od 5.000 stanovnika iz 1880.:
| Gradovi       | Njemačko ime | Stanovništvo |
| ------------- | ------------ | ------------ |
| Opava         | Troppau      | 20.563       |
| Bielsko       | Bielitz      | 13.060       |
| Cieszyn/Těšín | Teschen      | 13.004       |
| Krnov         | Jägerndorf   | 11.792       |
| Bruntál       | Freudenthal  | 7.595        |
| Frýdek        | Frydek       | 7.374 (1890) |